# Loxophlebia senta
Loxophlebia senta là một loài bướm đêm thuộc phân họ Arctiinae, họ Erebidae.